# Soto (Hermandad de Campoo de Suso)
Soto de Campoo es una localidad del municipio de Hermandad de Campoo de Suso en la comunidad autónoma uniprovincial de Cantabria, España. Está a una distancia de 1 km de Espinilla, la capital municipal.
Ubicada en la comarca de Campoo-Los Valles (Valle de Campoo), entre la localidad de Espinilla, capital municipal, y el Puerto de Palombera, discurriendo por Soto el río Rucebos y el río de Ubaina. A su término le afectan dos lotes de caza mayor de la Reserva del Saja, llamado «Lote Palombera Este» y el «Lote Palombera Oeste». Además, comparte con Ormas, el lote de caza mayor de la Reserva del Saja llamado «Lote Soto y Hormas».
Su altura (960 m s. n. m.) le sitúa como antesala del Puerto de Palombera y el Alto Campoo. Desde el puerto de Palombera se accede, por el Collado Rumaceo (1701 m), a los Puertos de Sejos, siendo Soto la última población antes de dicho puerto de montaña.
Su extensión es, aproximadamente, de 1800 ha.

## Población
Contaba con 73 habitantes en el año 2024.

## Gentilicio
- Campurriano, que reciben todos los habitantes del Valle de Campoo.

## Paisaje y naturaleza
Soto es punto de paso obligado hacia el Puerto de Palombera, un collado de unos 1260 metros de altitud que separa la sierra del Cordel, (en donde se rebasa con facilidad la cota de los 2000 metros), de las últimas estribaciones de la cordillera Cantábrica, (con alturas ya más moderadas en torno a los 1500 o 1600 metros). Por aquí han penetrado desde antiguo caminos y cañadas que se internan en los montes más profundos de la fachada norte de Cantabria, atravesando bosques impresionantes poblados con especies de dominio atlántico, como el haya o el rebollo. Una muestra notable de ese tipo de bosque lo tenemos al noreste del pueblos por las hoces de los arroyos de la Cuenca u de las Hayas cuyas aguas descienden desde las alturas de Liguardi y de Rumaceo.
En el resiento que rodea a la iglesia de San Martín existe un tejo monumental, muy similar al de La Lomba y posiblemente de la misma edad, si tenemos en cuenta que este tipo de árboles solían plantarse como símbolo de buen augurio al finalizarse una obra importante, como en ambos casos la iglesia, las dos del siglo XVIII.

## Patrimonio histórico
Variedad de estilos en cuanto a la arquitectura civil. Del siglo XVII o principios del XVIII parece la casona de los García de Soto la casa más bonita de todo cantabria, a la derecha de la carretera en la que se descubre una amplia fachada más allá de la portalada y la corraliza. Toda ella es de sillería y no falta el escudo de armas familiar. Se sigue fielmente el estilo más usual en Campoo para este tipo de edificaciones, tan solo desvirtuado por el añadido de una galería acristalada, probablemente a fines del pasado siglo o principios del actual.
Son muchos más los ejemplos de casonas barrocas que tiene Soto, distribuidas sobre todo por la calle de Entrambosríos, Sonsoto o el Escurridero. Otro edificio singular de Soto es el Palacio del Obispo, construido en 1928 dentro de la corriente del regionalismo, en el que vemos juntarse distintos elementos de la arquitectura tradicional montañesa, tales como la solana entre muros cortafuegos, la arquería del pórtico, la torre, el alero en saledizo o los balcones, con buen trabajo de forja. Del mismo estilo es la portalada, hecha con aparejo rústico, con tejaroz por encima del dintel y pequeñas ventanas de arco de medio punto, enmarcado todo ello por grandes bolas.
Se debe también a la corriente del regionalismo el caserón del Albergue del Montero, construido años más tarde por la Empresa SOLVAY, como centro de cura de sus trabajadores. En este caso han sido las galerías acristaladas que ocupan todo el frente de las fachadas, el elemento que se ha recuperado de la arquitectura tradicional. En la zona ajardinada, junto al aparcamiento, se puede contemplar la recreación a tamaño real de una casa Cantabria de la Edad del Hierro, que ha servido como prototipo para la construcción de todo un poblado de este tipo en las cercanías de Argüeso.
La iglesia parroquial de San Martín de Tours es de grandes dimensiones, Posee tres naves, torre de ocho troneras repartidas dos a dos, con remate de bolas herrerianas y portada clásica con arco de medio punto entre pilastras cajeadas, que se prolongan después en liso hasta la cornisa. Lo más llamativo es la portalada de entrada al recinto exterior del templo, sobre todo el relieve de si frontis, con el tema del Obispo de Tours partiendo la capa con el mendigo. Todo ello es del siglo XVIII. En el interior, hay buenos retablos renacentistas, con tallas del mérito de San Juan Bautista y San Juan Evangelista.
A la entrada del pueblo está la ermita de San Miguel, prácticamente en ruinas. Tiene une estilo muy modesto, también del XVIII.

## Economía
Soto descansa en un entorno completamente rural, siendo el sector agropecuario el de mayor importancia, como se puede observar gracias a la existencia de granjas y pastos donde es común la cría de caballo, siendo estos controlados como si de un rebaño se tratase gracias al uso del campano, cuyo sonido determina la identidad y paradero de quien lo lleva.
Por otra parte, también el sector de la hostelería se encuentra representado por alojamientos tales como casas rurales (muy abundantes en la zona) y albergues (p. e. "El Montero").

## Fiestas Locales
- En honor al santo patrón: San Martín de Tours, teniendo lugar el día 11 de noviembre.

## Monumentos y lugares de interés
- Iglesia de San Martín, construida en el siglo XVIII.

En zonzoto se encuentra las cuadras de menci. Hubo un tiempo que subía a hacer las cuadras en una bici rosa no sin antes tomarse un sol y sombra en donde la toña.

## Galería

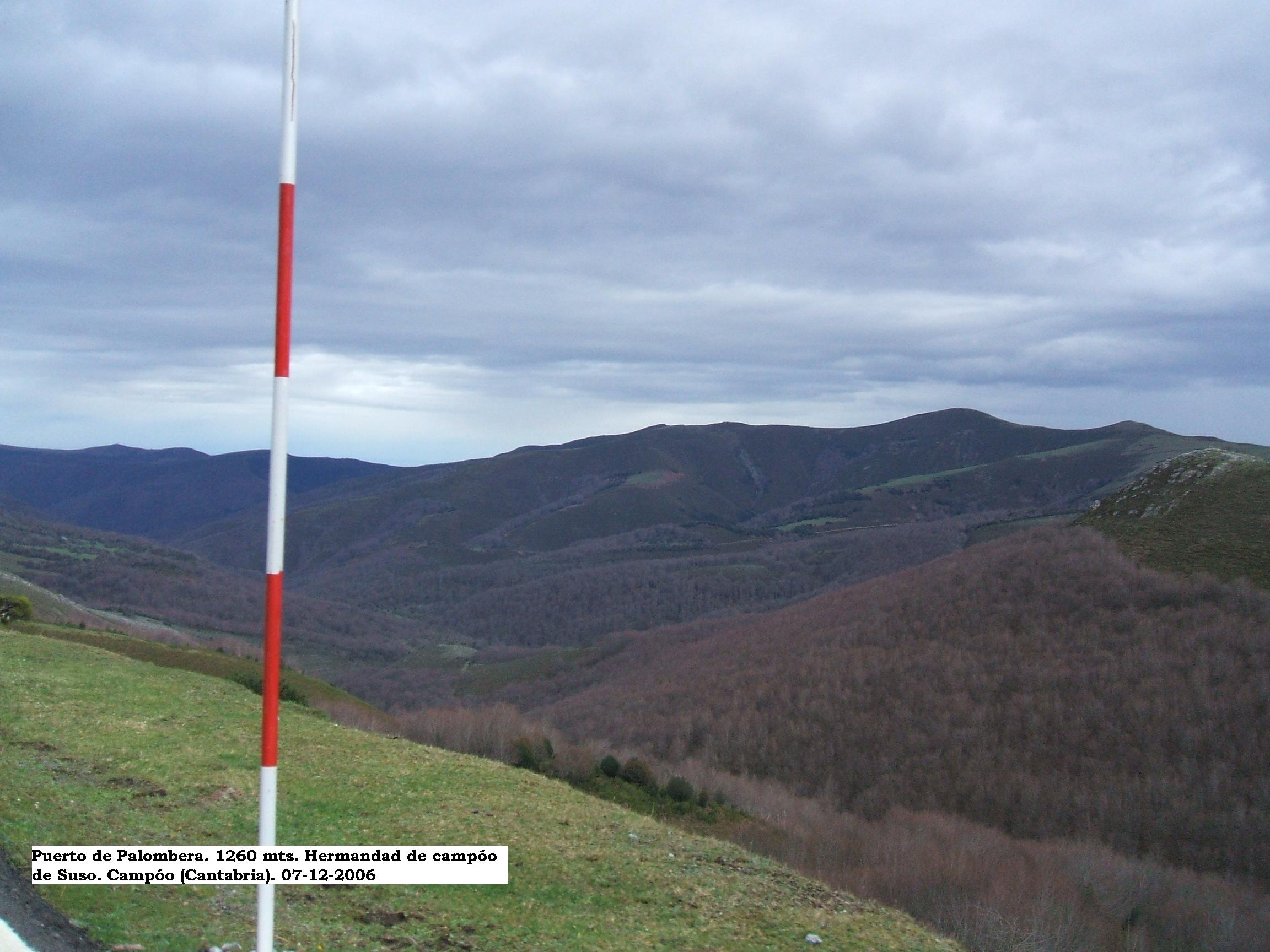
Puerto de Palombera

## Hijos ilustres
- Adolfo Federico Pérez Muñoz (*1864–†1945), religioso, Obispo de Córdoba (durante 1920-1945)